# Centruroides mascota
Espèce
Centruroides mascota est une espèce de scorpions de la famille des Buthidae.

## Distribution
Cette espèce est endémique du Jalisco au Mexique. Elle se rencontre vers Mascota entre 1 400 et 1 450 m d'altitude.

## Description
Le mâle holotype mesure 47,42 mm, les mâles mesurent de 38,15 à 48,97 mm et les femelles de 47,75 à 50,55 mm.

## Étymologie
Son nom d'espèce lui a été donné en référence au lieu de sa découverte, Mascota.

## Publication originale
- Ponce-Saavedra & Francke, 2011 : « Nueva especie de alacran del genero Centruroides (Scorpiones, Buthidae) del estado de Jalisco, Mexico. » Revista Mexicana de Biodiversidad, vol. 82, no 2, p. 465-474 (texte intégral).